# Carnisser pitnegre
El carnisser pitnegre (Cracticus nigrogularis) és una espècie d'ocell de la família dels artàmids (Artamidae)

## Hàbitat i distribució
Habita boscos i terres de conreu d'Austràlia a excepció del nord-est de Queensland i l'extrem sud-oest d'Austràlia Occidental i des del sud-est d'Austràlia Occidental cap a l'est fins Victòria. Tasmània.